# Iambia transversa
Iambia transversa is een vlinder uit de familie uilen (Noctuidae). De wetenschappelijke naam van deze soort is voor het eerst geldig gepubliceerd in 1882 door Moore.
De soort komt voor in tropisch Afrika.